# Killer Instinct 2
Killer Instinct 2 è un videogioco appartenente alla categoria picchiaduro, pubblicato dalla Midway Games per sala giochi nel 1996.
Nello stesso anno è stato adattato anche al Nintendo64, con il nome di Killer Instinct Gold.

## Descrizione
Pressoché identico al primo Killer Instinct in quanto a trama, si differenzia però nei personaggi: alcuni sono nuovi, altri mancano, altri si sono "evoluti". Grafica notevolmente migliorata rispetto alla versione per Super Nintendo, anche se in un certo senso meno di impatto.

## Versioni
Rispetto alla versione arcade, la versione gold per Nintendo64 può godere anche di una modalità a squadre e di una modalità allenamento.
Sono stati però rimossi gran parte dei video animati di sfondo, per motivi di spazio sulla cartuccia.

## Personaggi
| Classici                                                 | Nuovi                   |
| -------------------------------------------------------- | ----------------------- |
| B.Orchid Fulgore Glacius Jago Sabrewulf Spinal T.J.Combo | Kim Wu Maya Tusk Gargos |

- Kim Wu: guerriera metà coreana e metà cinese, esperta in arti marziali e nel suo nunchaku, è stata scelta da uno spirito divino di drago come salvatrice del mondo.
- Maya: regina amazzone delle foreste pluviali del Sud America, è diventata leader di un gruppo di cacciatori di demoni, chiamato "Guardia Notturna".
- Tusk: un barbaro immortale nato nell'Età della Pietra, è denominato "Guardiano degli Dei". Si riconosce dalla sua forza perpetuata negli anni e dalla sua maestria con la sua spada gigante a due mani.
- Gargos: boss finale del gioco, mezzo dio e mezzo demone. Si scoprirà avere forti legami con Jago, confermati nel videogioco del 2013. È inoltre la nemesi di Eyedol, il boss finale del capitolo precedente.

## Finali
Gli epiloghi dei personaggi sono multipli, e dipendono dall'uccidere i personaggi particolari o semplicemente dallo sconfiggerli (risparmiandoli). I finali sono da 2 a 4 per ogni personaggio.
Ad esempio Jago ha 4 epiloghi, dipendenti dal risparmiare e dall'uccidere Fulgore e Orchid:
- Se uccide Orchid e risparmia Fulgore, egli vince il torneo, ma Fulgore lo uccide con un attacco letale, compiendo così il proprio dovere a favore dell'Ultratech per il controllo del mondo.
- Se uccide entrambi, egli vince comunque il torneo, ma sente un vuoto dentro quando scopre che Orchid era sua sorella.
- Se risparmia entrambi, Orchid verrà attaccata da Fulgore, ma Jago la proteggerà.
- Se uccide Fulgore e risparmia Orchid, egli è contento della sconfitta della sua nemesi e della scoperta della vera identità di sua sorella.

## Sequel
Killer Instinct (2013) pubblicato il 22 novembre 2013

## Premi
Nel 1996, Killer Insinct 2 vinse 2 premi per il primo posto, 1 per il secondo e 1 per il terzo: rispettivamente, i premi sono stati:
- Miglior Picchiaduro da torneo (1º posto)
- Miglior Codice (1º posto per il codice di Gargos)
- Miglior Gioco Multiplayer (2º posto)
- Miglior Controllo (3º posto)